# Зайпенбуш, Йенс
Йенс Зайпенбуш (нем. Jens Seipenbusch; род. 6 августа 1968, Вупперталь) — немецкий физик и политический деятель. Был лидером Пиратской партии Германии.

## Политическая деятельность
Зайпенбуш, член-учредитель партии, изучал физику в университете Мюнстера. Он уже был лидером партии с мая 2007 до мая 2008, и впоследствии заместителем лидера в течение одного года, прежде чем был переизбран лидером партии в июле 2009, и ещё раз в мае 2010. На съезде партии в 2011 году он уступил пост лидера Себастьяну Нерцу.